# Матіас Делорж
Матіас Делорж-Кніпер (фр. Mathias Delorge-Knieper; нар. 31 липня 2004) — бельгійський футболіст, півзахисник клубу «Гент».

## Клубна кар'єра

### «Сінт-Трейден»
Виступав за юнацьку команду «Герс», а 2011 року приєднався до академії «Сінт-Трейдена». 15 січня 2021 року підписав з клубом свій перший професіональний контракт. 10 квітня 2022 року дебютував в основному складі «Сінт-Трейдена» в матчі проти льєзького «Стандарда», замінивши Крістіана Брюлса.
31 січня 2023 року на правах оренди перейшов у клуб Челленджер Про-ліги «Льєрс Кепмпензонен» до кінця сезону. 26 лютого дебютував за «Льєрс» в матчі Челленджер Про-ліги проти РВДМ 47, замінивши Ярно Ліберта. 15 квітня 2023 року в поєдинку проти дубля «Андерлехта» забив свій перший гол у професіональній кар'єрі. Всього за час оренди провів 10 матчів, відзначившись одним м'ячем.
20 серпня 2023 року в матчі Про-ліги проти «Гента» забив свій перший гол за «Сінт-Трейден».

### «Гент»
24 липня 2024 року перейшов у «Гент», підписавши чотирирічний контракт. Сума трансферу становила 3,5 млн євро. 25 липня дебютував за нову команду в матчі кваліфікації Ліги конференцій УЄФА проти ісландського «Вікінгура», вийшовши на заміну Свену Кюмсу. 18 серпня 2024 року в поєдинку Про-ліги проти «Вестерло» забив свій перший гол за «Гент».

## Кар'єра в збірній
Виступав за збірні Бельгії до 16, до 18, до 20 і до 21 року.

## Особисте життя
Син колишнього футболіста Пітера Делоржа, вімомого виступами за «Сінт-Трейден».

## Статистика виступів
Станом на 2 серпня 2025
| Клуб                 | Сезон             | Чемпіонат           | Чемпіонат | Чемпіонат | Кубок | Кубок | Єврокубки | Єврокубки | Інші  | Інші | Всього | Всього |
| Клуб                 | Сезон             | Дивізіон            | Матчі     | Голи      | Матчі | Голи  | Матчі     | Голи      | Матчі | Голи | Матчі  | Голи   |
| -------------------- | ----------------- | ------------------- | --------- | --------- | ----- | ----- | --------- | --------- | ----- | ---- | ------ | ------ |
| Сінт-Трейден         | 2021–22           | Про-ліга            | 1         | 0         | 0     | 0     | 0         | 0         | —     | —    | 1      | 0      |
| Сінт-Трейден         | 2023–24           | Про-ліга            | 40        | 1         | 0     | 0     | —         | —         | —     | —    | 40     | 1      |
| Сінт-Трейден         | Всього            | Всього              | 41        | 1         | 0     | 0     | 0         | 0         | 0     | 0    | 41     | 1      |
| → Льєрс Кепмпензонен | 2022–23           | Челленджер Про-ліга | 10        | 1         | 0     | 0     | —         | —         | —     | —    | 10     | 1      |
| Гент                 | 2024–25           | Про-ліга            | 37        | 1         | 2     | 0     | 14        | 1         | —     | —    | 53     | 2      |
| Гент                 | 2025–26           | Про-ліга            | 2         | 0         | 0     | 0     | 0         | 0         | —     | —    | 2      | 0      |
| Гент                 | Всього            | Всього              | 39        | 1         | 2     | 0     | 14        | 1         | 0     | 0    | 55     | 2      |
| Всього за кар'єру    | Всього за кар'єру | Всього за кар'єру   | 90        | 3         | 2     | 0     | 14        | 1         | 0     | 0    | 106    | 4      |

1. ↑  Матчі в Лізі конференцій УЄФА